# Ectinorhynchus fascipennis
Ectinorhynchus fascipennis är en tvåvingeart som beskrevs av Krober 1911. Ectinorhynchus fascipennis ingår i släktet Ectinorhynchus och familjen stilettflugor. Inga underarter finns listade i Catalogue of Life.